# حزب مملکت (ترکیه ۲۰۲۱)
حزب مملکت(به ترکی استانبولی: Memleket Partisi)، یک حزب سیاسی در ترکیه است که در ۱۷ مه ۲۰۲۱ توسط محرم اونچه، نامزد سابق حزب جمهوری‌خواه خلق (CHP) در انتخابات ریاست جمهوری ۲۰۱۸ تأسیس شد. این حزب به عنوان یک جنبش اجتماعی (جنبش مملکت) در سپتامبر سال ۲۰۲۰، ۲ سال پس از انتخابات آغاز شد. این حزب پس از آنکه نتوانست کمال کلیچدار اوغلو رهبر CHP را از سمت خود کنار بگذارد از CHP جدا شد. همچنین در جریان مبارزات جنبش میهن می‌توانست به تأسیس حزبی تشویق شود. این حزب عمدتاً به عنوان یک جنبش اعتراضی علیه رهبری CHP تلقی می‌شود. اینجه علی‌رغم ضررهای پی در پی در انتخابات، از استعفا خودداری کرده و متهم شده‌است که از ارزشهای کمالیستی فاصله گرفته‌است. این حزب دارای ۳ کرسی در مجلس ملی کبیر و ۱ شهردار منطقه در، آنتالیا است.

## تاریخچه

### جنبش مملکت
جنبش مملکت با شعار "جنبش مملکت در طی یک هزار روز (Bin Günde Memleket Hareketi)" به مناسبت سالگرد تأسیس کنگره سیواس، توسط اینجه در سیواس آغاز شد. وی اظهار داشت که هدف این جنبش "... نه یک جنبش مخالف درون حزبی، بلکه ارائه یک گزینه جایگزین برای ترکیه " می‌باشد..

### تشکیل حزب
محرم اینجه، در ۸ دسامبر سال ۲۰۲۰، اظهار داشت که CHP را که از سال ۱۹۹۲ عضو آن بود، ترک خواهد کرد و جنبش مملکت به عنوان یک حزب سیاسی ثبت خواهد شد. نام و نشان حزب توسط خود وی در یک کنفرانس مطبوعاتی اعلام شد. وی در ۲۵ ژانویه ۲۰۲۱ یک آموزش مقدماتی سه روزه را در نوشهر با تیمی متشکل از ۸۰ نفر آغاز کرد و گفت: "ما به اتفاق آرا قانون اساسی حزب خود را پذیرفتیم".